# Calyptomena
Calyptomena är ett släkte i familjen grönbrednäbbar inom ordningen tättingar. Släktet omfattar tre arter som förekommer på Malackahalvön, Sumatra och Borneo:
- Smaragdbrednäbb (C. viridis)
- Blåbröstad brednäbb (C. hosii)
- Svartstrupig brednäbb (C. whiteheadi)

Tidigare placerades släktet i familjen Eurylaimidae, då med namnet enbart brednäbbar. DNA-studier har dock visat att arterna i familjen troligen inte är varandras närmaste släktingar. Familjen har därför delats upp i två, grönbrednäbbar med Calyptomena och det afrikanska släktet Smithornis samt övriga i praktbrednäbbar (Eurylaimidae).